# Макгинти, Дэвид
Дэвид Джозеф Макгинти (англ. David Joseph McGuinty; род. 25 февраля 1960, Оттава) — канадский политик, член Либеральной партии. Министр национальной обороны (с 2025).

## Биография
Окончил Кемптвиллский сельскохозяйственный колледж, Оттавский университет и Шербрукский университет, а также получил степень магистра права в Лондонской школе экономики и политических наук.
Дэвид Макгинти — представитель известной в провинции Онтарио семьи — его отец Далтон Макгинти старший был депутатом регионального парламента, а брат — Далтон Макгинти — возглавлял правительство провинции с 2003 по 2010 год. Дэвид Макгинти впервые принял участие в политической кампании ещё будучи студентом, когда в 1987 году помог отцу победить на выборах. В 1990 году тот скоропостижно скончался, и Дэвид с братом Брэндоном помогли уже их старшему брату Далтону также добиться первого успеха. В 2004 году Дэвид Макгинти в качестве кандидата от Либеральной партии был избран депутатом Палаты общин Канады от округа Южная Оттава и вместе с Далтоном они стали первыми в истории родственниками, сумевшими в один электоральный цикл добиться побед одновременно на провинциальном и федеральном уровнях.
20 декабря 2024 года в ходе серии кадровых перестановок в правительстве премьер-министр Джастин Трюдо назначил министром общественной безопасности Дэвида Макгинти, который с 2017 года возглавлял Парламентский комитет по национальной безопасности и разведке.
14 марта 2025 года при формировании правительства Карни получил портфель министра общественной безопасности и подготовленности к чрезвычайным ситуациям.
13 мая 2025 года Марк Карни произвёл по итогам парламентских выборов масштабные перестановки в Кабинете, вследствие которых Макгинти получил портфель министра национальной обороны.